# Erioptera leucosticta
Erioptera leucosticta là một loài ruồi trong họ Limoniidae. Chúng phân bố ở miền Cổ bắc.